# Pareuchiloglanis rhabdurus
Pareuchiloglanis rhabdurus es una especie de peces de la familia Sisoridae en el orden de los Siluriformes.

## Distribución geográfica
Se encuentra al norte del Vietnam.